# Xiahou Yuan

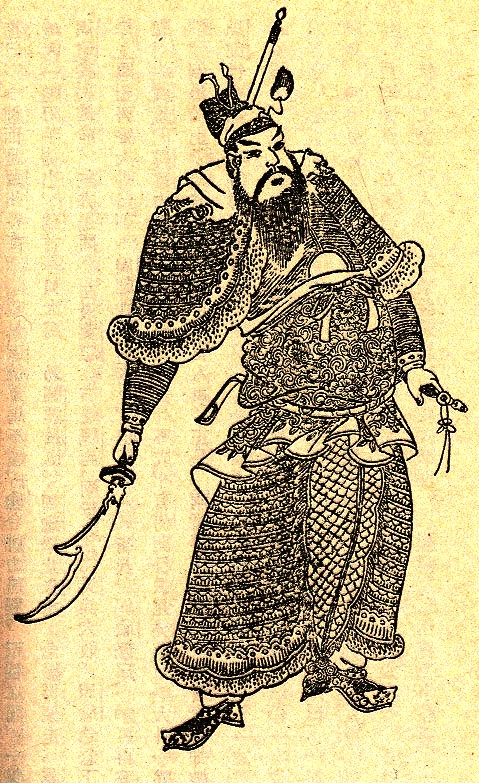
Retrato de Xiahou Yuan de uma edição da Dinastia Qing do Romance dos Três Reinos

Xiahou Yuan (? - 219 ) foi um general militar servindo sob o senhor da guerra Cao Cao no final Dinastia Han Oriental e irmão de Xiahou Dun.

## Início
Xiahou Yuan era um nativo de Qiao (譙) no estado de Pei (沛國), atualmente Bozhou, Anhui. Ele era um primo mais novo de Xiahou Dun e um descendente de Xiahou Ying, que serviu sob o fundador da Dinastia Han Liu Bang (Imperador Gao). Cao Cao uma vez que cometeu um delito grave e Xiahou Yuan ajudou a assumir a culpa. Cao Cao mais tarde o salvou. Quando a fome eclodiu nas províncias de Yan e Yu, Xiahou Yuan e sua família foram afetados negativamente, e ele decidiu abandonar seu filho mais novo em favor da filha órfã de seu irmão mais jovem falecido.
Em 190, quando Cao Cao estava reunindo um exército para se juntar à campanha contra a Dong Zhuo, Xiahou Yuan juntou-se a Cao se setornou Major de Comando Separado (別部司馬) e Comandante da Cavalaria (騎都尉) de Cao. Ele foi posteriormente nomeado como Administrador (太守) de Chenliu (陳留) e Yingchuan (潁川).